# Mikk Reintam
Mikk Reintam (* 22. Mai 1990 in Tallinn) ist ein estnischer Fußballspieler, der beim schottischen Zweitligisten Alloa Athletic unter Vertrag steht.

## Karriere
Mikk Reintam begann seine Karriere beim estnischen Rekordmeister Flora Tallinn. Nachdem Reintam in allen Jugendklassen beim FC Flora zum Zuge gekommen war, verließ er diesen und wechselte im Jahr 2007 zum FC Valga in die Esiliiga, der zweithöchsten Spielklasse in Estland. Nach zwei Spielzeiten in Valga ging er zurück zum FC Flora Tallinn, wo er in der ersten sowie der zweiten Mannschaft zum Einsatz kam. Im Jahr 2010 wechselte Reintam zu JK Tulevik Viljandi. Nach nur einer Saison dort wechselte der großgewachsene Reintam nach Finnland zu JJK Jyväskylä, kurz JJK. Nach seiner Rückkehr nach Estland, spielte er ein Jahr beim FC Nõmme Kalju. Zu Jahresbeginn 2015 spielte Reintam für den tschechischen Zweitligisten MFK Frýdek-Místek. Ab Juli 2015 stand er beim schottischen Zweitligisten Alloa Athletic unter Vertrag.
Mikk Reintam spielte von 2008 bis 2009 neunmal für Estlands U-19 Nationalmannschaft, bevor er im Mai 2011 zum ersten Mal für die A-Nationalmannschaft nominiert wurde. Im Länderspiel gegen das Baskenland, welches mit 1:2 verloren wurde, kam er allerdings nicht zum Einsatz. Er debütierte für sein Heimatland auf einer Länderspielreise nach Südamerika gegen Chile. Vier Tage später gegen Uruguay in Rivera im Stadion Estadio Atilio Paiva Olivera traf Reintam, in der 55. Spielminute in das eigene Tor, das Spiel endete 0:3.